# 折平町
折平町（おりだいらちょう）は、愛知県豊田市の町名。

## 概要
豊田市の北西部に位置し、藤岡地区（旧西加茂郡藤岡町の町域にほぼ相当する）に属する。
町域西部で尾張国（現瀬戸市）と接し、戸越峠（とごしとうげ）を擁する外越道が往時より瀬戸との交通の要であった。現在では主要地方道である愛知県道33号瀬戸設楽線が戸越峠を越える。町域南東部では主要地方道に愛知県道350号北一色東広瀬線と愛知県道353号大平折平線が接合し、人家及び町の中心部はこのあたりに広がっている。そのほか、町域北部、北西部、西部は広大な山林が広がり、北曽木町にほど近い瀬戸市との境界線上に折平山（628.3m）がそびえる。町域南部を飯野川支流である折平川が東進し、町域東部で屋敷川が、町域西部では西屋敷川が、それぞれ折平川に注いでいる。
明治中期に主要地方道が開通し、沿道に鉄工場やろうそく工場が立地した。また大正期から昭和初期にかけて、陶土の原料となる石粉の生産が盛んであったという。

## 歴史

### 沿革
- 江戸期- 寛永期の『三河国村々高附』においては「加茂郡柳平村」、天保期の郷帳においては「加茂郡折平村」という表記が見受けられる[5]。
- 1635年（寛永12年）当時- 幕府領であった[6]。
- 1697年（元禄10年）- 旗本沼間氏の知行地となる（1701年（元禄14年）まで）[6]。
- 1868年（明治元年）- 三河吉田藩領となる[6]。
  - なお文献によっては1705年（宝永2年）頃に三河吉田藩領となったとする記述もある[4]。
- 1871年（明治4年）- 大区小区制施行により、第4大区第3小区に所属する[5]。
- 1878年（明治11年）- 郡区町村編制法施行により、加茂郡が西加茂郡と東加茂郡に分割される。これに伴い、折平村の所属が加茂郡から西加茂郡に変更される[4]。
- 1884年（明治17年）7月- 戸長役場設置に伴い、折平村、石畳村（いしだたみむら）、大岩村（おおいわむら）、上渡合村（かみどあいむら）、木瀬村（きせむら）、三箇村（さんがむら）、白川村（しらかわむら）、西市野々村（にしいちののむら）、北曽木村（ほくそぎむら）の9村が同組に組み込まれる[7]。
- 1889年（明治22年）10月1日- 市制・町村制施行に伴い、折平村、石畳村、大岩村、上渡合村、木瀬村、三箇村、白川村、西市野々村、北曽木村の9村が合併して西加茂郡高岡村が誕生し[8]、折平村は高岡村大字折平に継承される[4]。
- 1906年（明治39年）4月1日- 高岡村、富貴下村の内3大字、藤河村が合併して藤岡村が誕生し[9]、高岡村大字折平は藤岡村大字折平に継承される[4]。
- 1978年（昭和53年）4月1日- 藤岡村の町制施行に伴い[9]、住所表示が藤岡町大字折平に変更される[4]。
- 2005年（平成17年）4月1日- 藤岡町の豊田市への編入に伴い、住所表示が豊田市折平町に変更される。

### その他
- 藤岡町誌によれば、村の始まりは、元和期に大坂夏の陣において豊臣方につき敗走した田中弥兵衛が、従者と共に大釜の薮沢に隠れ住んだことがきっかけだという[4]。

## 世帯数と人口
2019年（令和元年）7月1日現在の世帯数と人口は以下の通りである。
| 町丁   | 世帯数  | 人口  |
| ------ | ------- | ----- |
| 折平町 | 269世帯 | 732人 |

### 人口の変遷
国勢調査による人口の推移
| 2005年（平成17年） | 714人 | [ 10 ] |  |
| 2010年（平成22年） | 717人 | [ 11 ] |  |
| 2015年（平成27年） | 691人 | [ 12 ] |  |

## 学区
市立小・中学校に通う場合、学区は以下の通りとなる。
| 字・番地等                  | 小学校             | 中学校             |
| --------------------------- | ------------------ | ------------------ |
| 堂林536番地6・9・13・15〜20 | 豊田市立飯野小学校 | 豊田市立藤岡中学校 |
| その他                      | 豊田市立石畳小学校 | 豊田市立藤岡中学校 |

## 寺社
八柱神社
元亀年間の勧進と伝わる。「三州加茂郡高橋庄」と記された1686年（貞享3年）の棟札が伝わっている。はじめ八王子社と言われていたが、明治に入り八柱神社と改称したという。
曹洞宗永平寺末向陽寺
山号は恵日山。本尊は聖観世音菩薩。永禄年間以前に開基したとされ、1731年（享保16年）に開山。境内には竜尾木と呼ばれる古木が残る。また母乳地蔵と呼ばれる地蔵尊（1810年（文化7年）の銘）があり、乳児の健やかな成長を祈り、布で形作った乳房を奉納する。

## 文化財

### 指定文化財

#### 天然記念物
- 折平のコウヨウサン[14]

豊田市指定文化財。1974年（昭和49年）2月10日指定。向陽寺が管理。

#### 名木
- ブナ科ツブラジイ[15]

豊田市指定名木。樹高15.0m、樹齢200年以上。所在地は折平町姓敷。

### その他の文化財

#### 散布地
- 内屋敷遺跡- 縄文時代[6]
- 落田上・落田下遺跡- 縄文時代[6]
- 中屋敷遺跡- 中世[16]

#### 城館跡
- 折平城跡- 中世[16]

所在地は折平町内屋敷。東西41m、南北10.5m。本丸、二の丸、空堀などの遺構が残る。

#### その他墓
- 六部塚

西加茂郡誌によれば、直径3mほどの円墳が残っている。

## その他

### 日本郵便
- 郵便番号 : 470-0464[2]（集配局：藤岡郵便局[17]）。